# Vasco Gonçalves

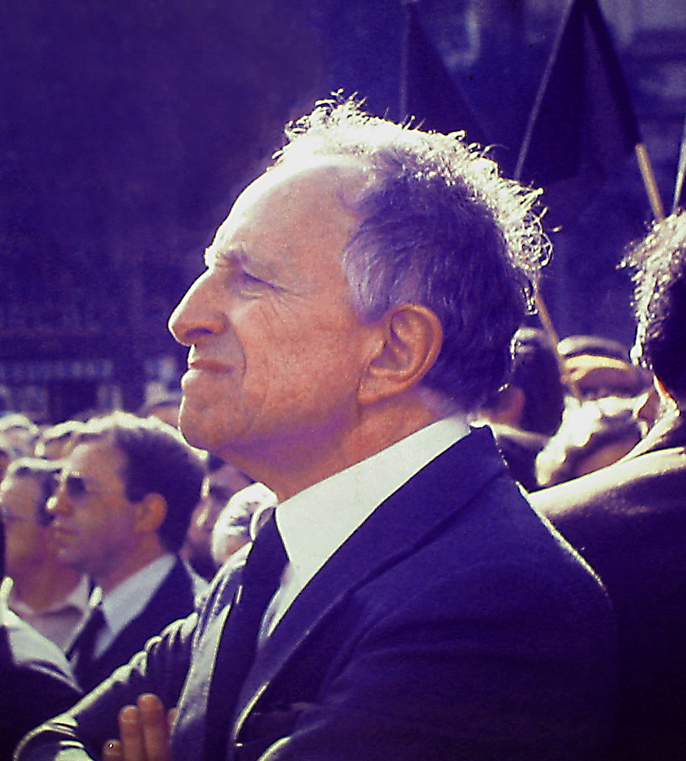
Vasco Gonçalves, 1982

Vasco dos Santos Gonçalves [ˈvaʃku duʃˈsɐntuʃ gõˈsalvɪʃ] anhörenⓘ (* 3. Mai 1921 in Lissabon; † 11. Juni 2005 in Almancil an der Algarve) war ein portugiesischer General und Politiker.

## Leben
Vasco Gonçalves war 1955 und 1956 als Militär im damaligen Portugiesisch-Indien (Velha Goa), zwischen 1966 und 1967 in Mosambik und von 1970 bis 1971 in Angola eingesetzt. Dort erreichte er den Rang eines Obersts. Als politisch Interessierter, der private wirtschaftswissenschaftliche Studien erstellte, war er sozialen Fragen gegenüber offen.
Gonçalves war einer der führenden Köpfe im Movimento das Forças Armadas (MFA), welches die Beendigung der Kolonialkriege in den afrikanischen Überseeprovinzen Portugals forderte. 1973 hatte sich Gonçalves, damals noch Oberst, der Bewegung der Hauptleute angeschlossen. Am 25. April 1974 stürzten die Offiziere der so genannten Nelkenrevolution dank der breiten Unterstützung der Bevölkerung die Regierung des Diktators Marcelo Caetano ohne Blutvergießen.
Gonçalves amtierte vom 18. Juli 1974 bis zum 19. September 1975 als Ministerpräsident der provisorischen Regierung und Nachfolger von Adelino da Palma Carlos. Er stand drei Kabinetten vor. Von September 1974 bis Februar 1975 fungierte er auch als Verteidigungs- und Informationsminister. Kernpunkte seiner politischen Agenda waren die Bodenreform, die Nationalisierung der wichtigsten privaten Produktionsmittel, der Banken und Versicherungen, die Einführung von Mindestlöhnen und eines 13. Monatsgehalts. Unter seiner Regierung löste Portugal sein Kolonialreich auf und entließ die afrikanischen Kolonien Guinea-Bissau, Angola, Mosambik, São Tomé und Príncipe sowie die Kapverdischen Inseln in die Unabhängigkeit. Gonçalves forderte zeitweilig die Rätedemokratie.
Zu einem seiner Hauptgegenspieler wurde Mário Soares, der zunächst mehreren Gonçalves-Kabinetten als Außenminister angehörte und später Staatspräsident wurde und der sich zugleich als Widersacher von Álvaro Cunhal verstand, des Ministers und Generalsekretärs der Kommunistischen Partei (PCP).
Gonçalves zählte zum Flügel der Revolutionäre, der dem PCP nahestand. Im Sommer 1975 war er Mitglied des Dreierdirektoriums geworden, wurde aber Ziel schwerer Angriffe von Ernesto Melo Antunes aus dem MFA, dem Partido Socialista um Mário Soares und der katholischen Kirche. Im Herbst 1975 verlor die Gruppe um Gonçalves ihren politischen Einfluss in der Revolutionsbewegung. Im September 1975 wurde er aus dem Obersten Revolutionsrat ausgeschlossen. Danach war er zeitweise Leiter der Militärakademie. Im Februar 1976 wurde er in den endgültigen Ruhestand versetzt.
Am 11. Juni 2005 starb Gonçalves im Alter von 84 Jahren beim Baden im Swimmingpool seines Bruders im Dorf Almancil an der Algarve infolge einer Herz-Synkope.

## Zitate
„Man ist entweder für die Revolution oder für die Reaktion! Es gibt keinen dritten Weg …“